# Mikra
Mikra (Grieks: Μίκρα) is een metrostation in aanbouw van lijn 2 van de Metro van Thessaloniki in de Griekse stad Thessaloniki dat naar verwachting in 2025 zal worden geopend. Het station ligt in de voorstad Kalamaria.

## Geschiedenis
Vanaf 1918 zijn er verschillende voorstellen gedaan voor een metro in Thessaloniki. In 1986 werd begonnen met de aanleg van twee lijnen binnen de stadsgrenzen, maar in 1989 werd dit gestaakt om financiële redenen. In 2003 werd een nieuw begin gemaakt met de metro en kwam er een kaderplan met drie lijnen, waarvan een naar het vliegveld door de gemeente Kalamaria. Het contract voor het ondergrondse tracé door Kalamaria, met Mikra als voorlopig eindpunt, werd in juli 2013 getekend. Het ongeveer 7km lange tracé tussen Mikra en het vliegveld is nog niet aanbesteed.
De bouw van de startschacht voor de tunnelboormachines bij Mikra, in april 2014, markeerde het begin van de werkzaamheden in Kalamaria. De opening van het station stond aanvankelijk gepland voor 2021, maar dat is uitgesteld tot 2025.

## Ligging en inrichting
Het station ligt onder de Pontoustraat ten oosten van het kruispunt met de Andrea Papandreoustraat. De hoofdingang, met een lift en een vaste trap geflankeerd door roltrappen, ligt in de zuidhoek van het kruispunt. In de noordhoek van het kruispunt is een toegang met twee roltrappen, terwijl langs de noordoost rand van de straat nog een vaste trap is. De stationshal ligt op niveau -1 en is achter de OV-poortjes via een lift, vaste trappen en een roltrap met het perron op ongeveer 9 meter diepte verbonden. Het perron is in verband met de inzet van automatische metro's voorzien van perrondeuren.